# Россано
Росса́но (итал. Rossano [rosˈsaːno], сиц. Russanu) — город в Италии, располагается в регионе Калабрия, подчиняется административному центру Козенца.
Население составляет 36 876 человек (на декабрь 2013 г.), плотность населения — 250 чел./км². Находится в 3 км от побережья Тарантского залива.
Покровителем населённого пункта считается святой Нил Россанский. Праздник ежегодно отмечается 26 сентября.
Город известен своими мраморными и алебастровыми карьерами, в городе находится кафедра архиепископа.

## История
Согласно археологическим раскопкам, поселения на холмах вокруг Россано существовали уже между XI и VIII sec. до н. э.
Территория региона с VIII века до н. э. была колонизована греками, неподалёку находился Сибарис — один из крупнейших городов Великой Греции, поэтому длительное время вплоть до позднего средневековья греки в регионе составляли значительную часть населения. Во II веке н. э. император Адриан перестроил порт, существовавший ещё при греках, который мог принять до 300 кораблей.
В III в. до н. э. Калабрия была завоевана римлянами.
Во времена Римской империи город носил название Росцианум (лат. Roscianum), возник он вскоре после 193 года. В Итинерарие Антонина город упоминается как один из важнейших форпостов Калабрии.
Даже позднее готы под предводительством сначала Алариха I, а в следующем веке Тотилы не смогли взять Россано.
В раннем Средневековье этот регион принадлежал Византийской империи, в городе располагалась «ставка» стратига. Значимой реликвией этого периода, дошедшей до наших дней, является Россанский кодекс.
Взять Россано не удалось и сарацинам, когда они в 976 году под предводительством Абу-л Касима огнем и мечом разорили Апулию и Калабрию. В 982 году отступавшие от Оттон II сарацины укрылись в городе (предположительно- это был Россано), откуда император их выбил.
Оттон II был первым, кто смог на короткое время отторгнуть город от Византийской империи. Он перевез в Россано двор, отпугнув в 982 году при Россано арабов. Однако они отступили на юг и уже 13 июля в Битве при Стило Оттон потерпел от них сокрушительное поражение, еле спасся и вынужден был оставить Калабрию.
В 1060 году весь регион был захвачен норманнами. Несмотря на это, в городе долго сохранялась приверженность Византийскому обряду.
При Гогенштауфенах и Анжуйской династии город сохранял свои привилегии.
Упадок начался, когда в XV веке город перешел в собственность семьи Сфорца, а от них в качестве приданого Боны к польскому королю Сигизмунду. В 1558 году он был присоединен к Неаполитанскому королевству. В этот период Россано опять стал культурным центром региона. Затем на протяжении нескольких веков город переходил из рук в руки, а в 1861 году вошел в состав объединённой Италии.

## Достопримечательности
- Архиепископский музей, в котором хранится известный Россанский кодекс, внесенный в 2015 году в реестр «Память мира» ЮНЕСКО[3].
- Церковь Санта Мария Панагия, Х- XI вв. Неплохо сохранившаяся однонёфная (7 м х 4,50 м) византийская постройка.
- Собор Богоматери Achiropita (Нерукотворной), византийский храм постройки XI века. Перестроен в XVII и XVIII вв. Стоит на фундаменте двух предыдущих храмов: VII и IX вв. Купель и колокольня относятся к XIV в. Славится Нерукотворным образом Богоматери- фреской, датируемой от 580 г. до середины VIII века. В XIX веке в ризнице собора был обнаружен уникальный Россанский кодекс.
- Ораторий Сан-Марко X вв. Ораторий, основанный Нилом Россанским, квадратный в плане (8 м х 8 м снаружи и 6,75 м х 6,75 м внутри). Прозрачные современные вставки в полу позволяют увидеть, что под храмом находится крипта или подвал. Есть остатки фресок в плохом состоянии: фрагмент росписи конца X века и фрагмент XIII века.
- Церковь Сан-Бернардино, построена в 1462 году для одноимённого монастыря.
- Аббатство Санта Мария дель Патире (Патирион)[итал.], находится в 15 километрах от города на вершине горы. Известный монастырь в норманнском периоде. Обладал одной из богатейших библиотек с известным скрипторием: кодексы и переводы древних рукописей, созданные здесь, до сих пор хранятся в библиотеке Ватикана, в аббатстве Гроттаферрата и в других библиотеках по всему миру.

## Известные уроженцы
- Нил Россанский (910 год — 26 сентября 1004 года), калабрийский грек, святой.
- Иоанн VII (папа римский) (650 — 18 октября 707), родом калабрийский грек.
- Иоанн XVI (? — 26 августа 1001), антипапа с апреля 997 по февраль 998.
- Варфоломей Младший (ок. 980 — ок. 1050), калабрийский грек, святой.